# Bronisław Lewkowicz

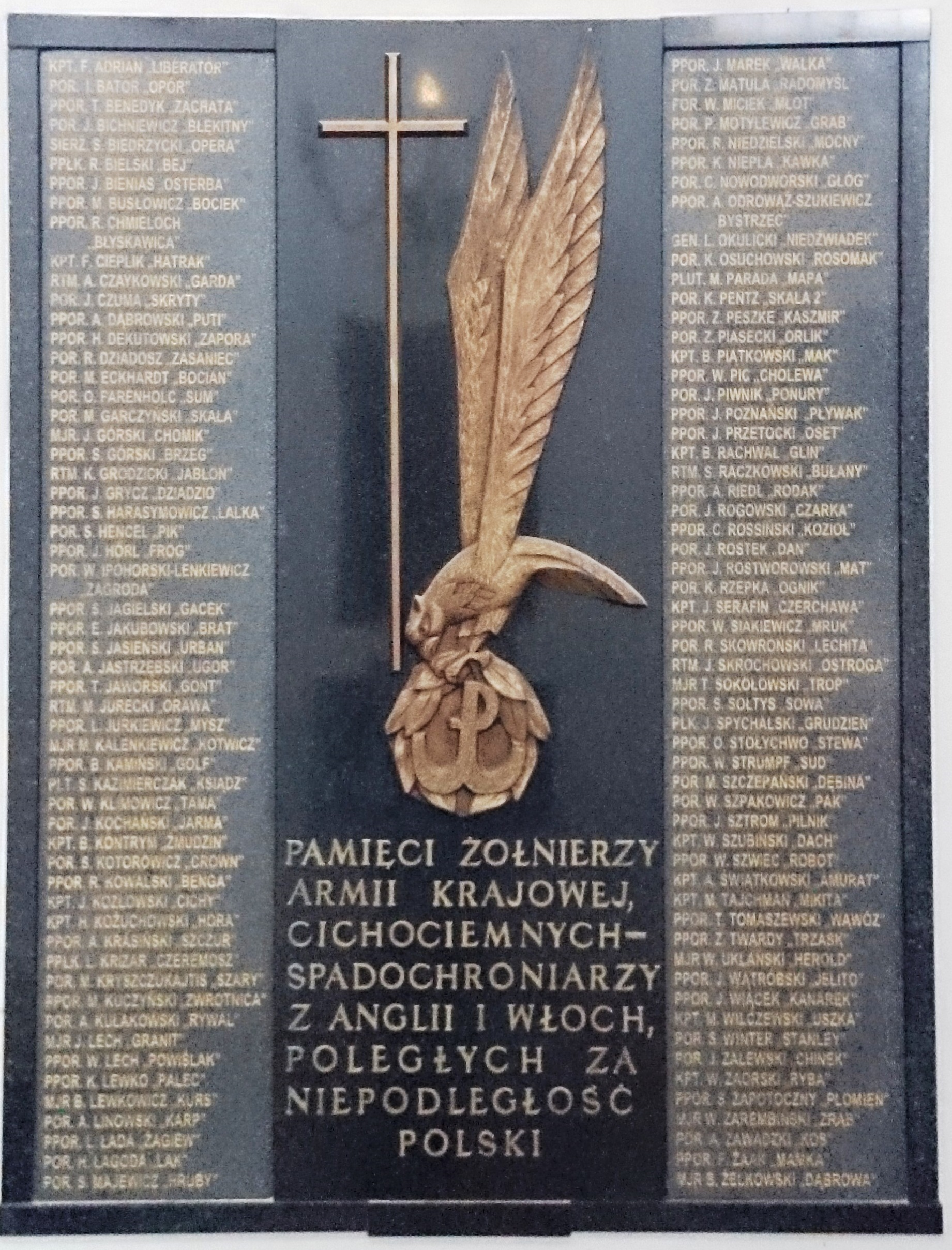
Tablica w kościele św. Jacka w Warszawie, upamiętniająca poległych cichociemnych, w tym Bronisława Lewkowicza

Bronisław Franciszek Lewkowicz pseud.: Kurs, Kompas (ur. 9 marca 1913 w Jarosławiu, zm. 4 listopada 1944 koło Huty (powiat przysuski) – major obserwator Polskich Sił Powietrznych, uczestnik powstania warszawskiego, oficer Armii Krajowej, cichociemny, kawaler Orderu Virtuti Militari. Zwykły Znak Spadochronowy nr 3121, Bojowy Znak Spadochronowy nr 1988.

## Życiorys
Urodził się w rodzinie Szczepana, dyrektora Kasy Mieszczańskiej, i Kamili z Wilków. Uczył się w szkole powszechnej im. P. Skargi w Jarosławiu, następnie do 1929 roku w tamtejszym gimnazjum, po czwartej klasie wstąpił do Korpusu Kadetów Nr 3 w Rawiczu, w maju 1934 roku zdał egzamin dojrzałości. Od września 1934 do lipca 1935 słuchacz Szkoły Podchorążych Rezerwy Artylerii we Włodzimierzu Wołyńskim, od 15 lipca 1935 do 14 października 1937 roku w Szkole Podchorążych Artylerii w Toruniu. Awansowany na stopień podporucznika ze starszeństwem z 1 października 1937 roku i 77. lokatą w korpusie oficerów artylerii. Przydzielony jako dowódca plutonu 3 baterii 13 dywizjonu artylerii konnej w Brodach. Od stycznia do 1 lipca 1939 roku, uczestnik Kursu Aplikacyjnego Obserwatorów Lotnictwa w Centrum Wyszkolenia Lotnictwa w Dęblinie. od 14 lipca przydzielony jako obserwator 212 eskadry bombowej 1 pułku lotniczego w Warszawie.
W kampanii wrześniowej jako oficer łącznikowy dywizjonów bombowych Brygady Bombowej. Ewakuowany 11 września kolumną samochodową do Brześcia, następnie do Włodzimierza Wołyńskiego. 17 września wzięty do niewoli sowieckiej. W nocy uciekł, dotarł do Monasterzysk, 21 września przekroczył granicę polsko-rumuńską. Internowany w obozie w Dragasani, przez Węgry, Jugosławię i Grecję dotarł 16 października do Marsylii ( Francja), następnego dnia do koszar Bessieres w Paryżu. Wstąpił do Polskich Sił Zbrojnych, początkowo w obozie oficerskim dla lotników w Salon-de-Provence, 26 listopada skierowany do Stacji Zbornej Le Bourget. 
Od 5 stycznia 1940 roku w Wielkiej Brytanii, początkowo w bazie lotniczej Eastchurch, następnie Blackpool. Od 11 maja 1940 na kursie obserwatorów lotniczych. Od 23 sierpnia przydzielony do 304 Dywizjonu Bombowego, od 1 grudnia jako nawigator na lotnisku w Syerston (hrabstwo Nottinghamshire). Awansowany na stopień porucznika 20 marca 1941 roku. Od 24 kwietnia 1941 roku uczestnik prawie wszystkich lotów bojowych dywizjonu, m.in. w czerwcu bombardował port w Hawrze (6), Osnabrück (12), Duisburg (21), Kolonię (24). Podczas tego ostatniego nalotu jego samolot został zaatakowany i ostrzelany przez niemieckie myśliwce, wylądował bez podwozia w Barston. Za ten lot odznaczony 28 czerwca Krzyżem Walecznych po raz trzeci i czwarty. 10 września 1941 roku odznaczony Krzyżem Srebrnym Orderu Virtuti Militari. W lipcu 1941 roku uczestniczył w bombardowaniach Bremy, Emden, Kolonii i Osnabruck. Od kwietnia 1942 roku instruktor nawigacji w brytyjskiej szkole nawigatorów w South Cerney, 1 września awansowany na stopień kapitana. Od lutego do maja 1943 roku uczestnik taktycznego kursu informacyjnego w Londynie, brał udział w lotach do okupowanej Polski ze zrzutami zaopatrzenia dla Armii Krajowej.
Zgłosił się do służby w kraju, przeszkolony ze specjalnością w dywersji oraz lotnictwie na kursach specjalnych dla kandydatów na cichociemnych, m.in.: podstaw wywiadu (STS 34 w Beaulieu), lotniczym na sprzęcie niemieckim, specjalnym w Inspektoracie Lotnictwa, spadochronowym (1 SBS w Largo House, STS 51 w Ringway), i in. Zaprzysiężony na rotę ZWZ-AK 15 grudnia 1943 roku w Chicheley, obrał pseudonim Kurs.
Skoczył ze spadochronem do okupowanej Polski w nocy 27/28 kwietnia 1944 roku, w sezonie operacyjnym „Riposta”, w operacji lotniczej „Weller 21", na placówkę odbiorczą „Koza” 420 (kryptonim polski, brytyjskie oznaczenie numerowe pinpoints), w okolicach miejscowości Bychawka, Bystrzyca, 18 km na południe od Lublina. Razem z nim, w składzie ekipy XLVII, skoczyli cichociemni: ppłk pil. Jan Biały ps. Kadłub, kpt. pil. Jerzy Iszkowski ps. Orczyk, por. technik Edmund Marynowski ps. Sejm. Skoczków przyjął oddział partyzancki ppor Aleksandra Sarkisowa ps. Szaruga oraz oddział Batalionów Chłopskich z placówki terenowej Bychawka.
Po aklimatyzacji do realiów okupacyjnych przydzielony jako oficer operacyjno-taktyczny do Wydziału Lotnictwa Oddziału III Operacyjnego Komendy Głównej AK.
W powstaniu warszawskim, początkowo odcięty od KG AK, walczył ze swym oddziałem liczącym ok. stu żołnierzy jako dowódca plutonu odbioru zrzutów 1 kompanii „Zetesa”, Pułku „Palmiry – Młociny”, następnie w Puszczy Kampinoskiej, w pułku „Palmiry-Młociny”, Grupy „Kampinos”. 27 września wyrwał się z oddziałem z okrążenia niemieckiego pod Żyrardowem – Jaktorowem, 13 października dołączył do 25 Pułku Piechoty AK „Ziemi Piotrkowskiej”. 27 października walczył pod Białym Ługiem z oddziałami Wehrmachtu, SS oraz Ostlegionu. Od 30 października zastępca dowódcy 25 Pułku Piechoty, mjr. Rudolfa Majewskiego ps. Leśniak. 
Tego dnia, w miejscu stacjonowania pułku, w rejonie Białaczowa (na południe od Opoczna) spotkał się z mjr. Nikołajem Kałmykowem vel Gromowem, dowódcą sowieckiej specgrupy „Arsenał”, składającej się z 10 agentów Ludowego Komisariatu Bezpieczeństwa Państwowego Ukraińskiej Socjalistycznej Republiki Radzieckiej (NKGB USRS) i zrzuconej 27/28 października 1944 roku w rejonie wsi Siucice (kilkanaście km od Skotnik nad Pilicą). W jej składzie był jeden Polak, Antoni Przybyła vel Kempiński, który zdezerterował do Armii Czerwonej z elitarnej 1 Dywizji Pancernej SS „Leibstandarte SS Adolf Hitler”. Grupa miała wykonywać zadania dywersyjno-wywiadowcze, likwidować osoby z wyższej kadry niemieckiej armii, wywiadu i kontrwywiadu, struktur państwowych. Grupa miała także werbować miejscowych Polaków. 
Sowieckim agentom zakazano starć zbrojnych z oddziałami niemieckimi oraz „polskimi nacjonalistami”. Podczas skoku grupa została rozproszona, na dwóch skoczków (Polaka Antoniego Przybyłę oraz Niemca Wernera Prochnowa) natknął się patrol AK i przyprowadził ich do m.p. 25 Pułku Piechoty AK. Pozostali skoczkowie z sowieckiej grupy, w tym dowódca, również zostali wykryci przez żołnierzy AK, którzy zaproponowali im dołączenie do dwóch współtowarzyszy, przebywających już w obozowisku 25 PP. Nie znający rzeczywistego składu oraz celów grupy Cichociemny Bronisław Lewkowicz udzielił sowieckim skoczkom pomocy, m.in. przekazał dane o miejscu stacjonowania Niemców oraz użyczył radiostacji w celu nadania przez nich meldunku do Kijowa. Tego samego dnia grupa agentów Gromowa wyruszyła w okolice Zdyszowic; dwa dni później w rejonie Kamockiej Woli nawiązała kontakt z oddziałem AL, dowodzonym przez por. Jerzego Stelaka ps. Kruk. Jednym z dwóch żołnierzy tego oddziału, którzy pierwsi napotkali sowieckich agentów, był Ryszard Nazarewicz ps. Stefan, później historyk komunistycznej partyzantki. 
Lewkowicz poległ 4 listopada 1944 roku podczas przemarszu w lasach przysuskich spod Gielniowa na południe od leśniczówki Huty (powiat przysuski) w bitwie z oddziałami własowców i żołnierzy węgierskich. Został pochowany pod leśniczówką. Po wojnie jego ciało zostało przeniesione do zbiorowej mogiły na cmentarzu parafialnym w Gielniowie.
Jego wuj, kapitan Kazimierz Wilk, był jedną z ofiar zbrodni katyńskiej.

## Awanse
Stopnie wojskowe w Polsce
- podporucznik – ze starszeństwem od 1 października 1937
- porucznik – 20 marca 1941
- kapitan – 1 kwietnia 1942
- major – 28 kwietnia 1943[2]

Stopnie wojskowe w lotnictwie brytyjskim
- Pilot Officer (P/O) – od czerwca 1940
- Flying Officer (F/O) – w 1941
- Flight Lieutnant (F/Ltn) – w 1942

## Ordery i odznaczenia
- Krzyż Srebrny Orderu Virtuti Militari nr 9193 - 10 września 1941[2]
- Krzyż Walecznych – czterokrotnie
- Medal Lotniczy – czterokrotnie

## Upamiętnienie
- Cmentarz parafialny w Gielniowie, na zbiorowej mogile znajduje się tablica poświęcona 60 pochowanym tu żołnierzom-partyzantom Armii Krajowej, 25 Pułku Piechoty i 72 Pułku Piechoty AK, poległym w walkach z okupantem niemieckim w rejonie Przysucha, Końskie, Opoczno w 1944 roku oraz żołnierzom Wojska Polskiego poległym w 1939 roku, 9 oficerom, w tym Bronisławowi Lewkowiczowi oraz kilkudziesięciu nieznanym partyzantom i żołnierzom WP[8].
- Parafia Najświętszej Maryi Panny Królowej Polski w Tomaszowie Mazowieckim, w kościele znajduje się tablica poświęcona pamięci Bronisława Lewkowicza.
- Kościół św. Jacka w Warszawie, w lewej nawie w 1980 roku odsłonięto tablicę Pamięci żołnierzy Armii Krajowej, cichociemnych – spadochroniarzy z Anglii i Włoch, poległych za niepodległość Polski. Wśród wymienionych 110 poległych cichociemnych jest Bronisław Lewkowicz.
- Pomnik Cichociemnych Spadochroniarzy AK w Warszawie z tablicą wszystkich cichociemnych.
- Jarosław, Rondo mjr. Bronisława Lewkowicza[9].